# Ferdinand Amadi
Ferdinand Amadi (* 18. September 1970) ist ein ehemaliger zentralafrikanischer Marathonläufer
Ferdinand Amadi belegte bei den Olympischen Sommerspielen 1992 in Barcelona im Marathonlauf Platz 74.